# Mostarsko jezero
Mostarska akumulacija je najmlađe jezero na Neretvi i nastalo je 1987. godine. Dužina jezera je oko 10 kilometara, a površina oko 112 ha. Najveća dubina jezera je oko 20 metara, dok su oscilacije vode do 5 metara.